# キム・ヨンデ (俳優)
キム・ヨンデ（漢字:金永大、英語:Kim Young-dae、朝: 김영대、1996年3月2日 - ）は、OUTERKOREA所属の大韓民国の俳優、モデルである。

## 経歴

### 2017年 - 2019年
ヨンデは、KOKTVで放送されたウェブドラマ『片思いの合図 特別編』に出演し2017年に俳優デビューした。デビュー後続々にウェブドラマ『恋のオフィス・ウォッチ シーズン2』、『ただとてもつらなくて』、『君、対処法』、『サランバンのお客さん』、『少し敏感でも大丈夫』などに出演した。
2019年にMBCのテレビドラマ『偶然見つけたハル』にメインとしてキャスティングされた。また同年10月2日、他のキャストのキム・ヘユンとロウン（SF9）とイ・ナウン（Aplil）とともににMBCの「アイドルラジオ」に出演した。10月17日には、ソウルの東大門デザインプラザで開催された2019ヘラソウルファッションウィークでのデザイナーソン・ジオのショー「SONGZIOHOMME」をモデルに起用された。

### 2020年 - 現在
2020年、JTBCで放送されたテレビドラマ『天気がよければ会いにゆきます』に出演した。また同年『浮気したら死ぬ』に出演し、『KBS演技大賞』で「ネチズン賞」を受賞した。2020年に社会現象を起こしたテレビドラマ『ペントハウス』に主人公の息子役として出演した。この作品により、より多くの認知を得て、『SBS演技大賞』で「新人俳優賞」と『第57回百想芸術大賞』では「TV部門新人俳優賞」にノミネートされた。また本作のシーズン2・3どちらにも出演した。
2021年にドラマ「女神降臨」 特別出演し、話題となった。同年7月15日に韓国の学校シリーズ『学校2021』でチョン・ヨンジュ役として主人公にキャスティングされていたが降板したことを発表した。

## 出演

### ドラマ
- 片思いの合図 特別編（2017年、KOKTV）- キム・ヨンデ役
- 恋のオフィス・ウォッチ シーズン2（2018年、KOKTV）- 宅急便の人
- ただとてもつらなくて（2018年、NEVER TV）- オ・スンオ役
- 君、対処法（2018年、DIATV）- イ・グン役
- サランバンのお客さん（2018年、KOKTV）- カメオ出演
- 少し敏感でも大丈夫（2018年、CJ ENM）- キム・ドファン役
- あなたと私の有効期間（2018年、KBS2）- キム・ミンソク役
- 恋のオフィス・ウォッチ シーズン3（2019年、KOKTV）- ヨン・ハジュン役
- ITEM（2019年、MBC）- 少年時代のカン・ゴン役
- About Youth（2019年、바닐라씨）- イ・ジェイ役
- ウラチャチャワイキキ2（2019年、JTBC）- 野球選手有望役（カメオ出演）
- 美しかった私たちへ（2019年、バトルグラウンド）- パク・ジュンソク役
- 片思いの合図 特別編（2019年、KOKTV）- キム・ヨンデ役
- 偶然見つけたハル（2019年、MBC）- オ・ナムジュ役[3][4]
- 天気が良ければ会いにゆきます（朝鮮語版）（2020年、JTBC）- オ・ヨンウ役[5]
- ペントハウス（2020年、SBS）- チュ・ソクフン役
- 浮気したら死ぬ（2020年、KBS2）- チャ・スホ役[6]
- 女神降臨（2021年、tvN）- オ・ナムジュ役（カメオ出演）[7]
- ペントハウス2（2021年、SBS）- チュ・ソクフン役[8]
- アンダーカバー（2021年、JTBC）- キム・テヨル役（カメオ出演）
- ペントハウス3（2021年、SBS）- チュ・ソクフン役[9]
- 流れ星（2021年、tvN）- コン・テソン役[10]
- 禁婚令、朝鮮婚姻禁止令（2022年-2023年、MBC）- 王イ・ホン役[11]
- 昼に昇る月（2023年、ENA）- ジュノ、ドハ役
- 完璧な家族（2024年、KBS2）- パク・ギョンホ役
- 損するのは嫌だから（2024年、tvN）- キム・ジウク役

### 演劇
- 殺してくれる話（2018年）

### ラジオ
- チョ・ウジョンのFM大行進（2020年12月24日、KBSクールFM）- ゲスト[12]

### 広告
- EMNU（2021年）[13]

## 雑誌
- 「＠star1」2020年1月号[14]
- 「@star1」2021年3月号[15]
- 「W KOREA」with ハン・ジヒョン 2021年5月号[16]
- 「ARENA HOMME +」2021年7月号[17]

## 賞とノミネート
| 年度 | 賞                 | カテゴリー       | 作品             | 結果       | 参考 |
| ---- | ------------------ | ---------------- | ---------------- | ---------- | ---- |
| 2019 | MBC演技大賞        | 新人俳優賞       | 偶然見つけたハル | ノミネート |      |
| 2020 | KBS演技大賞        | ネチズン人気賞   | 浮気したら死ぬ   | 受賞       |      |
| 2020 | KBS演技大賞        | 新人俳優賞       | 浮気したら死ぬ   | ノミネート |      |
| 2020 | SBS演技大賞        | 新人俳優賞       | ペントハウス     | ノミネート |      |
| 2021 | 第57回百想芸術大賞 | TV部門新人俳優賞 | ペントハウス     | ノミネート |      |